# Ерік Буторак
Ерік Буторак (англ. Eric Butorac; нар. 22 травня 1981) — колишній американський тенісист.
Найвищу одиночну позицію світового рейтингу — 935 місце досяг 16 січня, 2006, парну — 17 місце — 29 серпня, 2011 року.
Здобув 18 парних титулів.
Найвищим досягненням на турнірах Великого шолома був фінал в парному розряді.
Завершив кар'єру 2016 року.

## Фінали основних турнірів

### Фінали турнірів Великого шолома

#### Парний розряд: 1 (поразка)
| Результат | Рік  | Турнір                                 | Покриття | Партнер      | Суперники                    | Рахунок  |
| --------- | ---- | -------------------------------------- | -------- | ------------ | ---------------------------- | -------- |
| Поразка   | 2014 | Відкритий чемпіонат Австралії з тенісу | Тверде   | Равен Класен | Лукаш Кубот Роберт Ліндстедт | 3–6, 3–6 |

## Фінали турнірів ATP за кар'єру

### Парний розряд: 29 (18–11)
| Легенда ( Парний розряд)            |
| ----------------------------------- |
| Турніри Великого шолома (0–1)       |
| Фінали Світового туру ATP (0–0)     |
| Світовий Тур ATP Мастерс 1000 (0–0) |
| Серія 500 Світового туру ATP (2–2)  |
| Серія 250 Світового туру ATP (16–8) |

| Титули за покриттям |
| ------------------- |
| Тверде (12–9)       |
| Ґрунт (5–2)         |
| Трава (1–0)         |
| Килим (0–0)         |

| Результат | В-П   | Дата     | Турнір                                                 | Рівень       | Покриття   | Партнер          | Суперники                                 | Рахунок               |
| --------- | ----- | -------- | ------------------------------------------------------ | ------------ | ---------- | ---------------- | ----------------------------------------- | --------------------- |
| Поразка   | 0–1   | Лип 2006 | Los Angeles Open, США                                  | Інтернешнл   | Тверде     | Джеймі Маррей    | Боб Браян Майк Браян                      | 2–6, 4–6              |
| Перемога  | 1–1   | Лют 2007 | Pacific Coast Championships, США                       | Інтернешнл   | Тверде (i) | Джеймі Маррі     | Кріс Гаггард Райнер Шуттлер               | 7–5, 7–6(8–6)         |
| Перемога  | 2–1   | Лют 2007 | U.S. National Indoor Tennis Championships, США         | Інтер. Ґолд  | Тверде (i) | Джеймі Маррі     | Юрген Мельцер Юліан Ноул                  | 7–5, 6–3              |
| Перемога  | 3–1   | Чер 2007 | Nottingham Open, Велика Британія                       | Інтернешнл   | Трава      | Джеймі Маррі     | Джошуа Ґудалл Росс Гатчінс                | 4–6, 6–3, [10–5]      |
| Перемога  | 4–1   | Сер 2008 | Los Angeles Open, США                                  | Інтернешнл   | Тверде     | Роган Бопанна    | Тревіс Перротт Душан Вемич                | 7–6(7–5), 7–6(7–5)    |
| Перемога  | 5–1   | Січ 2009 | Maharashtra Open, Індія                                | Серія 250    | Тверде     | Ражів Рам        | Жан-Клод Шеррер Стен Вавринка             | 6–3, 6–4              |
| Перемога  | 6–1   | Тра 2009 | Estoril Open, Португалія                               | Серія 250    | Ґрунт      | Скотт Ліпскі     | Мартін Дамм Роберт Ліндстедт              | 6–3, 6–2              |
| Перемога  | 7–1   | Жов 2009 | Thailand Open, Таїланд                                 | Серія 250    | Тверде (i) | Раджив Рем       | Гільєрмо Гарсія-Лопес Міша Зверєв         | 7–6(7–4), 6–3         |
| Поразка   | 7–2   | Тра 2010 | Bavarian International Tennis Championships, Німеччина | Серія 250    | Ґрунт      | Міхаель Кольманн | Олівер Марах Сантьяго Вентура Бертомеу    | 7–5, 3–6, [14–16]     |
| Поразка   | 7–3   | Сер 2010 | Los Angeles Open, США (2)                              | Серія 250    | Тверде     | Жан-Жульєн Роєр  | Боб Браян Майк Браян                      | 7–6(8–6), 2–6, [7–10] |
| Перемога  | 8–3   | Жов 2010 | Japan Open (теніс), Японія                             | Серія 500    | Тверде     | Жан-Жульєн Роєр  | Андреас Сеппі Дмитро Турсунов             | 6–3, 6–2              |
| Перемога  | 9–3   | Жов 2010 | Stockholm Open, Швеція                                 | Серія 250    | Тверде (i) | Жан-Жульєн Роєр  | Юган Брунстрем Яркко Ніємінен             | 6–3, 6–4              |
| Поразка   | 9–4   | Лют 2011 | U.S. National Indoor Tennis Championships, США         | Серія 500    | Тверде (i) | Жан-Жульєн Роєр  | Максим Мирний Деніел Нестор               | 2–6, 7–6(8–6), [3–10] |
| Перемога  | 10–4  | Тра 2011 | Estoril Open, Португалія (2)                           | Серія 250    | Ґрунт      | Жан-Жульєн Роєр  | Марк Лопес Таррес Давід Марреро           | 6–3, 6–4              |
| Перемога  | 11–4  | Тра 2011 | Open de Nice Côte d'Azur, Франція                      | Серія 250    | Ґрунт      | Жан-Жульєн Роєр  | Сантьяго Гонсалес Давід Марреро           | 6–3, 6–4              |
| Перемога  | 12–4  | Жов 2011 | BMW Malaysian Open, Малайзія                           | Серія 250    | Тверде (i) | Жан-Жульєн Роєр  | Франтішек Чермак Філіп Полашек            | 6–1, 6–3              |
| Поразка   | 12–5  | Лис 2011 | Valencia Open, Іспанія                                 | Серія 500    | Тверде (i) | Жан-Жульєн Роєр  | Боб Браян Майк Браян                      | 4–6, 6–7(9–11)        |
| Перемога  | 13–5  | Лют 2012 | Brasil Open, Бразилія                                  | Серія 250    | Ґрунт      | Бруно Соарес     | Міхал Мертиняк Андре Са                   | 3–6, 6–4, [10–8]      |
| Поразка   | 13–6  | Жов 2012 | Таїланд Open, Таїланд                                  | Серія 250    | Тверде (i) | Пол Генлі        | Лу Єн-Сун Данай Удомчоке                  | 3–6, 4–6              |
| Поразка   | 13–7  | Січ 2013 | Brisbane International, Австралія                      | Серія 250    | Тверде     | Пол Генлі        | Марсело Мело Томмі Робредо                | 6–4, 1–6, [5–10]      |
| Поразка   | 13–8  | Тра 2013 | Bavarian International Tennis Championships, Німеччина | Серія 250    | Ґрунт      | Маркос Багдатіс  | Яркко Ніємінен Дмитро Турсунов            | 1–6, 4–6              |
| Перемога  | 14–8  | Вер 2013 | Malaysian Open, Малайзія (2)                           | Серія 250    | Тверде (i) | Равен Класен     | Пабло Куевас Орасіо Себальйос             | 6–2, 6–4              |
| Поразка   | 14–9  | 2014     | Відкритий чемпіонат Австралії з тенісу, Австралія      | Великий Шлем | Тверде     | Равен Класен     | Лукаш Кубот Роберт Ліндстедт              | 3–6, 3–6              |
| Перемога  | 15–9  | 2014     | U.S. National Indoor Tennis Championships, США         | Серія 250    | Тверде (i) | Равен Класен     | Боб Браян Майк Браян                      | 6–4, 6–4              |
| Перемога  | 16–9  | Жов 2014 | Відкритий чемпіонат Стокгольма, Швеція (2)             | Серія 250    | Тверде (i) | Равен Класен     | Трет Г'юї Джек Сок                        | 6–4, 6–3              |
| Поразка   | 16–10 | 2015     | Winston-Salem Open, США                                | Серія 250    | Тверде     | Скотт Ліпскі     | Домінік Інглот Роберт Ліндстедт           | 2–6, 4–6              |
| Перемога  | 17–10 | Лис 2015 | Відкритий чемпіонат Валенсії, Іспанія                  | Серія 250    | Тверде (i) | Скотт Ліпскі     | Фелісіано Лопес Мирний Максим Миколайович | 7–6(7–4), 6–3         |
| Поразка   | 17–11 | Січ 2016 | ATP Auckland Open, Нова Зеландія                       | Серія 250    | Тверде     | Скотт Ліпскі     | Мате Павич Майкл Вінус                    | 5–7, 4–6              |
| Перемога  | 18–11 | 2016     | Estoril Open, Португалія (3)                           | Серія 250    | Ґрунт      | Скотт Ліпскі     | Лукаш Кубот Марцін Матковський            | 6–4, 3–6, [10–8]      |

## Досягнення в парному розряді
| W | Ф | ПФ | ЧФ | #Р | КТ | К# | DNQ | A | NH |

Актуально станом на завершення Відкритого чемпіонату США з тенісу 2016.
| Турнір                                 | 2007 | 2008 | 2009 | 2010 | 2011 | 2012 | 2013 | 2014 | 2015 | 2016 | SR     | W-L   |
| -------------------------------------- | ---- | ---- | ---- | ---- | ---- | ---- | ---- | ---- | ---- | ---- | ------ | ----- |
| Турніри Великого шолома                |      |      |      |      |      |      |      |      |      |      |        |       |
| Відкритий чемпіонат Австралії з тенісу | 2р   | 3р   | 1р   | ЧФ   | ПФ   | ЧФ   | 3р   | Ф    | 3р   | 2р   | 0 / 10 | 23–10 |
| Відкритий чемпіонат Франції з тенісу   | 1р   | 1р   | 1р   | 1р   | 1р   | 3р   | 2р   | 2р   | 1р   | 3р   | 0 / 10 | 6–10  |
| Вімблдонський турнір                   | 3р   | 2р   | 2р   | 1р   | 2р   | 2р   | 1р   | 3р   | 2р   |      | 0 / 9  | 9–9   |
| Відкритий чемпіонат США з тенісу       | 2р   | 1р   | 1р   | 1р   | 2р   | 2р   | 2р   | ЧФ   | 3р   | 1р   | 0 / 10 | 9–10  |
| В-П                                    | 4–4  | 3–4  | 1–4  | 3–4  | 6–4  | 7–4  | 4–4  | 11–4 | 5–4  | 3-3  | 0 / 39 | 47–39 |